# Polisportiva Licata 1985-1986
Questa voce raccoglie le informazioni riguardanti la Polisportiva Licata nelle competizioni ufficiali della stagione 1985-1986.

## Rosa
| N. |                   | Ruolo | Calciatore           |
| -- | ----------------- | ----- | -------------------- |
|    | Italia (bandiera) | C     | Francesco Bonanno    |
|    | Italia (bandiera) | C     | Paolo Calafiore      |
|    | Italia (bandiera) | D     | Castrense Campanella |
|    | Italia (bandiera) | D     | Rosario Compagno     |
|    | Italia (bandiera) | D     | Angelo Consagra      |
|    | Italia (bandiera) | D     | Rosario De Cento     |
|    | Italia (bandiera) | C     | Domenico Giacomarro  |
|    | Italia (bandiera) | P     | Santo Giuffrida      |
|    | Italia (bandiera) | D     | Ignazio Gnoffo       |
|    | Italia (bandiera) | C     | Giuseppe Irrera      |

| N. |                   | Ruolo | Calciatore                 |
| -- | ----------------- | ----- | -------------------------- |
|    | Italia (bandiera) | A     | Giuseppe Antonino Laneri   |
|    | Italia (bandiera) | D     | Maurizio Miranda           |
|    | Italia (bandiera) | C     | Giacomo Modica             |
|    | Italia (bandiera) | C     | Tommaso Napoli             |
|    | Italia (bandiera) | C     | Giuseppe Romano            |
|    | Italia (bandiera) | C     | Antonio Santonocito        |
|    | Italia (bandiera) | A     | Antonio Maurizio Schillaci |
|    | Italia (bandiera) | D     | Giorgio Taormina           |
|    | Italia (bandiera) | P     | Emilio Zangara             |

## Risultati

### Serie C1

#### Girone di andata
| 22 settembre 1985 1ª giornata | Licata | 2 – 0 | Siena |  |

| 29 settembre 1985 2ª giornata | Casarano | 2 – 1 | Licata |  |

| 6 ottobre 1985 3ª giornata | Licata | 2 – 0 | Salernitana |  |

| 13 ottobre 1985 4ª giornata | Livorno | 1 – 1 | Licata |  |

| 20 ottobre 1985 5ª giornata | Licata | 5 – 0 | Brindisi |  |

| 27 ottobre 1985 6ª giornata | Casertana | 1 – 0 | Licata |  |

| 3 novembre 1985 7ª giornata | Licata | 2 – 0 | Cosenza |  |

| 10 novembre 1985 8ª giornata | Messina | 1 – 0 | Licata |  |

| 17 novembre 1985 9ª giornata | Licata | 2 – 1 | Ternana |  |

| 24 novembre 1985 10ª giornata | Benevento | 2 – 0 | Licata |  |

| 1º dicembre 1985 11ª giornata | Licata | 2 – 1 | Barletta |  |

| 8 dicembre 1985 12ª giornata | Licata | 3 – 2 | Sorrento |  |

| 15 dicembre 1985 13ª giornata | Taranto | 3 – 1 | Licata |  |

| 22 dicembre 1985 14ª giornata | Licata | 0 – 0 | Foggia |  |

| 5 gennaio 1986 15ª giornata | Monopoli | 2 – 2 | Licata |  |

| 12 gennaio 1986 16ª giornata | Licata | 1 – 0 | Cavese |  |

| 19 gennaio 1986 17ª giornata | Campania | 0 – 3 | Licata |  |

#### Girone di ritorno
| 26 gennaio 1986 18ª giornata | Siena | 1 – 0 | Licata |  |

| 2 febbraio 1986 19ª giornata | Licata | 1 – 1 | Casarano |  |

| 9 febbraio 1986 20ª giornata | Salernitana | 2 – 0 | Licata |  |

| 16 febbraio 1986 21ª giornata | Licata | 1 – 0 | Livorno |  |

| 23 febbraio 1986 22ª giornata | Brindisi | 1 – 0 | Licata |  |

| 2 marzo 1986 23ª giornata | Licata | 1 – 1 | Casertana |  |

| 9 marzo 1986 24ª giornata | Cosenza | 3 – 0 | Licata |  |

| 23 marzo 1986 25ª giornata | Licata | 1 – 3 | Messina |  |

| 29 marzo 1986 26ª giornata | Ternana | 1 – 0 | Licata |  |

| 6 aprile 1986 27ª giornata | Licata | 1 – 1 | Benevento |  |

| 13 aprile 1986 28ª giornata | Barletta | 2 – 0 | Licata |  |

| 20 aprile 1986 29ª giornata | Sorrento | 1 – 0 | Licata |  |

| 4 maggio 1986 30ª giornata | Licata | 3 – 1 | Taranto |  |

| 11 maggio 1986 31ª giornata | Foggia | 2 – 0 | Licata |  |

| 18 maggio 1986 32ª giornata | Licata | 3 – 3 | Monopoli |  |

| 25 maggio 1986 33ª giornata | Cavese | 1 – 1 | Licata |  |

| 1º giugno 1986 34ª giornata | Licata | 1 – 1 | Campania |  |